# Polewicz
Polewicz – wieś w Polsce położona w województwie mazowieckim, w powiecie garwolińskim, w gminie Wilga. Po raz pierwszy wzmiankowana w XVII w.
W latach 1975–1998 miejscowość należała administracyjnie do województwa siedleckiego.